# IC 4917
IC 4917 ist eine linsenförmige Galaxie vom Hubble-Typ S0-a im Sternbild Teleskop am Südsternhimmel. Sie ist rund 642 Millionen Lichtjahre von der Milchstraße entfernt.
Das Objekt wurde am 31. August 1904 von Royal Harwood Frost entdeckt.